# Famille Taillepied de Bondy
Pour les articles homonymes, voir Taillepied (homonymie) et Bondy (homonymie).
La famille Taillepied de Bondy est une famille subsistante de la noblesse française, originaire de Normandie puis implantée en Île-de-France, qui s'est distinguée par les fonctions politiques occupées par ses membres.
Elle a été illustrée par Pierre-Marie Taillepied de Bondy, homme politique, (1766-1847).

## Histoire
Il s'agit d'une famille de financiers issue de la bourgeoisie.
Elle a été anoblie par charge de conseiller-secrétaire du Roi le 8 mars 1736 pour Robert Taillepied. Dès lors la famille adjoindra le nom de sa terre de Bondy à son nom.
Elle obtient un titre de baron et de comte sous le Premier Empire.
Certaines sources indiquent cependant qu'elle a été maintenue en 1666 en Île-de-France lors de la grande enquête sur la noblesse.

## Personnalités
- Pierre-Marie Taillepied de Bondy (1766-1847), homme politique ;
- François-Marie Taillepied de Bondy (1802-1890), homme politique, fils du précédent.

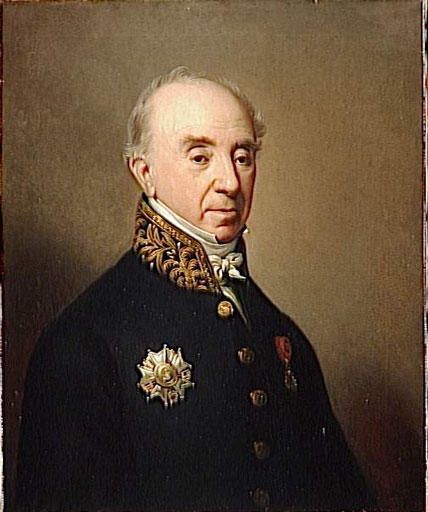
Pierre-Marie Taillepied de Bondy
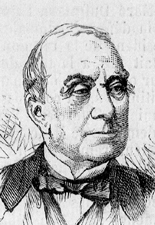
François-Marie Taillepied de Bondy

## Titres et Armoiries

### Titres
- Comte Taillepied de Bondy et de l'Empire (14 février 1810)
- Baron Taillepied de Bondy et de l'Empire (12 novembre 1809)
- Seigneur de Bondy, de La Garenne, de Plémont

### Liste des comtes Taillepied de Bondy et de l'Empire
1. 1810-1847 : Pierre-Marie Taillepied de Bondy (1766-1847), 1er comte Taillepied de Bondy, homme politique, fils de Jean-Baptiste Taillepied de Bondy.
2. 1847-1890 : François-Marie Taillepied de Bondy (1802-1890), 2e comte Taillepied de Bondy, homme politique, fils du précédent.
3. 1890-1917 : Lionel Taillepied de Bondy (1836-1917), 3e comte Taillepied de Bondy, militaire, fils du précédent.
4. 1917-1975 : Jacques Taillepied de Bondy (1913-1975), 4e comte Taillepied de Bondy, militaire, petit-neveu du précédent.
5. 1975-2015 : Robert Taillepied de Bondy (1939-2015), 5e comte Taillepied de Bondy, homme d'affaires, fils du précédent.
6. 2015- : Georges-Amaury Taillepied de Bondy (1965-), 6e comte Taillepied de Bondy, homme d'affaires, fils du précédent.

### Armoiries
« D'azur à trois croissants d'or au chef cousu de gueules chargé de trois molettes d'or. »

## Généalogie
- Jacques Taillepied (1563-1614) X (1586)  Françoise Bonneau (?-1623)
  - Marie Taillepied (1588-?) X (1607) Louis Colle (?-1617) puis mariée à René Doullé en 1620
  - Robert Taillepied (?-1677) X (1629) Antoinette de Chervise (1612-1647)
    - Antoinette Taillepied (1662) Christophe Camus (1637-1693)
    - Anne Taillepied (?-1681) X (1653) Claude Mayart
    - Jacques Taillepied (?-1720) X (1671) Marie de Gars
      - Robert Taillepied, sgr de Bondy (1689-1766) X (1724) Geneviève Le Mercier de Senlis (1706-1767)
        - Jean-Baptiste Taillepied de Bondy, sgr de Bondy (1741-1822) X (1763) Marie de Foissy (1747-?)
          - Marguerite Taillepied de Bondy (1764-?) X (1783) Guy Le Gentil de Paroy, marquis de Paroy (1750-1834)
          - Pierre-Marie Taillepied de Bondy, comte Taillepied de Bondy et de l'Empire (1767-1847) X (1793) Sophie Hamelin (1776-1847)
            - François-Marie Taillepied de Bondy, comte Taillepied de Bondy et de l'Empire (1802-1890) X (1831) Stéphanie de Cardevac d'Havrincourt (1808-1832) puis marié à Esther Seillière (1811-1889) en 1834 (dont descendance)
              - Lionel Taillepied de Bondy, comte Taillepied de Bondy et de l'Empire (1836 - 1917) X (1862) Mathilde Le Vavasseur (1839-1879)
                - Agathe Taillepied de Bondy (1863-1924) X (1888) Stanislas Thibaut de La Rochethulon (1862-1945)

              - Olivier Taillepied de Bondy, vicomte de Bondy (1840-1895) X (1874) Marie Moitessier (1850-1934)
                - Robert Taillepied de Bondy, vicomte de Bondy (1876-1914) X (1910) Émilie Louys de La Grange (1885-1933)
                  - descendance masculine

                - Jean Taillepied de Bondy, vicomte de Bondy (1881-1949) X (1919) Anne-Marie de Grimaudet de Rochebouët (1892-1969)
                  - Monique Taillepied de Bondy (1920-2008) X (1943) Charles de Vanssay, baron de Vanssay et de l'Empire (1918-2001)
                  - Inès Taillepied de Bondy X Christian Martin d'Ayguesvives, marquis d'Ayguesvives

                - Madeleine Taillepied de Bondy (1883-1973) X (1906) Georges de Forbin des Issarts (1874-1964)

          - Charles Taillepied de Bondy (1767-1843) X (1807) Joséphine Rousseau de Labrosse (1793-1861)
            - Aglaé Taillepied de Bondy (1820-1881) X (1841) Charles de Valori (1820-1883)
            - Émile Taillepied de Bondy (1822-1903) X (1855) Isabella Riario Sforza (1826-1894)
              - Raphaël Taillepied de Bondy, vicomte de Bondy(1856-1916) X Signe de Blomstedt (1868-1931)
                - Pierre Taillepied de Bondy, vicomte de Bondy (1885-1926) X Gladys Lodge-Grey
                  - descendance masculine

                - Jeanne Taillepied de Bondy (1898-1928) X (1916) Lyman Randall (1887-?)

              - Isabelle Taillepied de Bondy (1864 - 1949) X (1897) Eudes de Fremond de La Merveillère (1865-1944)

            - Alice Taillepied de Bondy (1832-1872) X (1862) Fernand Frotier de La Coste-Messelière (1839-1876)

          - Marie-Adélaïde Taillepied de Bondy (1769-?) X (1788) François de Garnier des Garets (1758-1830)
          - Aglaé Taillepied de Bondy (1771-1850) X (1826) Georges de Selve (1753-1836)

        - Charles-Claude Taillepied, sgr de La Garenne (1706-1783) X (1776) Agathe Masson de Saint-Amand (1758-1850)
          - Alexandre Taillepied, sgr de La Garenne X (1796) Charlotte Rouillé d'Orfeuil (1778-?)
          - Amédée Taillepied, sgr de La Garenne X (1812) Amélie Chaumont de Rivray (1779-1835)

      - Antoine Taillepied de Plémont, sgr de Plémont (1690-?) X Marie-Françoise de Corsembleu
        - Charles Taillepied de Plémont, sgr de Plémont X (1760) Marie Adée
          - Amable Taillepied de Plémont X (1787) Louis Lemoine

      - Françoise Taillepied X (1724) Guillaume Chanlatte
      - Louise-Henriette Taillepied (1690-?) X (1710) Jean-Baptiste de Billeheust de Saint-Georges (1686-1757)
      - Marie-Thérèse Taillepied X (1723) Louis de Bougainville (1687-1762)

    - Marie Taillepied X (1662) René Trespaigne

## Alliances
Cette famille s'est alliée aux familles : Bonneau (1586), Colle (1607), Doullé (1620), de Chervise (1629), Mayart (1653), Camus (1662), Trespaigne (1662), de Gars (1671), de Billeheust de Saint-Georges (1710), de Bougainville (1723), Chanlatte (1724), Le Mercier de Senlis (1724), Adée (1760), de Foissy (1764), Masson de Saint-Amand (1776), Le Gentil de Paroy (1783), Lemoine (1787), de Garnier des Garets (1788), Hamelin (1793), Rouillé d'Orfeuil (1796), Rousseau de Labrosse (1807), Chaumont de Rivray (1812), de Selve (1826), de Cardevac d'Havrincourt (1831), Seillière (1834), de Valori (1841), Riario Sforza (1855), Frotier de La Coste-Messelière (1862), Le Vavasseur (1862), Moitessier (1874), Thibaut de La Rochethulon (1888), de Fremond de La Merveillère (1897), de Forbin des Issarts (1906), Louys de La Grange (1910), Randall (1916), de Grimaudet de Rochebouët (1919), de Vanssay (1943), de Blomstedt, de Corsembleu, Lodge-Grey, Martin d'Ayguesvives